# Schistura macrotaenia
Schistura macrotaenia är en fiskart som först beskrevs av Yang, 1990.  Schistura macrotaenia ingår i släktet Schistura och familjen grönlingsfiskar. IUCN kategoriserar arten globalt som otillräckligt studerad. Inga underarter finns listade i Catalogue of Life.